# Kazjaryna Hryhorjewa
Kazjaryna Hryhorjewa (belarussisch Кацярына Грыгор'ева, engl. Transkription Katsiaryna Hryhoryeva, auch russisch Екатерина Григорьева – Jekaterina Grigorjewa – Yekaterina Grigoryeva; * 14. Mai 1980 in Wizebsk) ist eine frühere belarussische Biathletin.
Ihr internationales Debüt gab sie 1999 im Rahmen des Biathlon-Weltcups in Ruhpolding und belegte dort in ihrem ersten Staffelrennen an der Seite von Irina Tananaiko, Natalja Ryschenkowa und Elena Volkovets den elften Platz. Nur wenig später konnte sie in Antholz in ihrem ersten Einzelrennen, einem Sprint, antreten und erreichte den 60. Platz. Ein erster Höhepunkt der Saison wurden die Junioren-Weltmeisterschaften in Pokljuka. Im Einzel verpasste Hryhorjewa als Fünftplatzierte nur knapp eine Medaille. Mit der Staffel wurde sie Achte und lief im Sprint auf den 49. Platz. Es folgte eine Teilnahme an den Biathlon-Weltmeisterschaften 1999 am Holmenkollen in Oslo, wo die Belarussin 52. des Einzels wurde.
2000 wurden die Biathlon-Europameisterschaften 2000 der Junioren in Kościelisko das Großereignis des Jahres für Hryhorjewa. Bei den Wettbewerben in der Nähe von Zakopane verpasste sie als Viertplatzierte des Einzels noch eine Medaille, gewann im Sprint den Titel und wurde im Verfolgungsrennen hinter Oksana Jakowljewa ebenso wie mit der Staffel Vizeeuropameister. Im weiteren Verlauf des Jahres folgte die Teilnahme an den Junioren-Sommerbiathlon-Weltmeisterschaften 2000 in Chanty-Mansijsk. Im Sprint wurde Hryhorjewa dort Siebte und verpasste sowohl im Verfolgungsrennen als Viertplatzierte knapp eine Medaille, gewann diese mit Silber aber im Staffelrennen. 2001 war nochmals reich an Höhepunkten für die Belarussin. Zunächst nahm sie in der Haute-Maurienne an der EM teil und wurde 17. im Sprint, 13. im Einzel und mit Ljudmila Arlouskaja, Ksenija Sikunkowa und Wolha Nasarawa Fünfte im Staffelrennen. Nur wenig später kam sie in Pokljuka bei der WM zum Einsatz. Mit Nasarawa, Arlouskaja und Swetlana Paramygina belegte sie im Staffelrennen Platz 13. Am Weltcup-Wochenende nach der Wm konnte in Hryhorjewa in Salt Lake City bei einem Einzel als 24. zum ersten und auch einzigen Mal Punkte gewinnen. Mit sieben Zählern lag sie in der Gesamtwertung der Saison 2000/01 auf dem 68. Platz. Bis 2003 folgten sporadisch Einsätze im Weltcup und vor allem im Biathlon-Europacup, dann beendete die Belarussin ihre Karriere.

## Bilanz im Biathlon-Weltcup
Die Tabelle zeigt alle Platzierungen (je nach Austragungsjahr einschließlich Olympische Spiele und Weltmeisterschaften).
- 1.–3. Platz: Anzahl der Podiumsplatzierungen
- Top 10: Anzahl der Platzierungen unter den ersten zehn (einschließlich Podium)
- Punkteränge: Anzahl der Platzierungen innerhalb der Punkteränge (einschließlich Podium und Top 10)
- Starts: Anzahl gelaufener Rennen in der jeweiligen Disziplin

| Platzierung | Einzel | Sprint | Verfolgung | Massenstart | Team | Staffel | Gesamt |
| ----------- | ------ | ------ | ---------- | ----------- | ---- | ------- | ------ |
| 1. Platz    |        |        |            |             |      |         |        |
| 2. Platz    |        |        |            |             |      |         |        |
| 3. Platz    |        |        |            |             |      |         |        |
| Top 10      |        |        |            |             |      | 4       | 4      |
| Punkteränge | 1      |        |            |             |      | 7       | 8      |
| Starts      | 2      | 13     | 3          |             |      | 8       | 26     |